# تشنار (درونغر)
تشنار (بالفارسية: چنار) هي قرية تقع في إيران في قسم درونغر الريفي. يقدر عدد سكانها بـ 302 نسمة بحسب إحصاء 2016.